# Dynodorcus grandis grandis
Dynodorcus grandis grandis es una especie de coleóptero de la familia Lucanidae.

## Distribución geográfica
Habita en Laos.